# Argyrochosma fendleri
Argyrochosma fendleri là một loài thực vật có mạch trong họ Adiantaceae. Loài này được (Kunze) Windham miêu tả khoa học đầu tiên năm 1987.